# COGCON
COGCON ((en) "continuity of government readiness condition", "Continuité de l'état de préparation du gouvernement") est un niveau de préparation du gouvernement fédéral des États-Unis, à peu près analogue au système d'état d'alerte DEFCON, qui suit l'état de préparation de ce gouvernement en cas d'urgence. 

## Historique
Le système a été introduit dans la Presidential directive (en) 51 de la sécurité nationale, signée par George W. Bush le 4 mai 2007 dans le cadre du plan de continuité des opérations .

## Les niveaux
- COGCON 4 représente les opérations normales en temps de paix.
- COGCON 3 est un état de préparation accrue, certains responsables gouvernementaux étant tenus d'informer un bureau de surveillance de leur emplacement. Lors du discours sur l'état de l'Union aux États-Unis, le COGCON est élevé à ce niveau et un membre du cabinet est le «survivant désigné».
- COGCON 2 appelle à un déploiement dans une installation de réinstallation avec un préavis de quatre heures [3].
- COGCON 1 demande que le gouvernement des États-Unis soit déplacé vers des bunkers sécurisés et dotés de personnel complet tels que le Mount Weather Emergency Operations Center.